# Cronografía
La cronografía, dentro de  las figuras literarias, es una de las figuras de definición; consiste en una descripción de tiempos, entendidos estos por temporales determinados. 
La cronografía implica  narrar el periodo de los hechos que tienen alguna relación entre sí, para poder comprenderlos con más claridad, favoreciendo el poder introducirse a la época y tiempo descritos en el texto del artículo:

Ejemplo: 

Por el mes era de marzo,
cuando hace la calor,
cuando canta la calandria 
y responde el ruiseñor,
cuando los enamorados
van a servir al amor.

Romance del prisionero[cita requerida]

- Datos: Q8351871